# Председник Владе Естоније
Председник Владе Естоније је шеф извршне власти у Естонији.

## Списак
| Председник Владе                     | Почетак мандата    | Крај мандата       |
| Константин Петс                      | 24. фебруара 1918. | 9. маја 1919.      |
| Ото Штрандман                        | 9. маја 1919.      | 18. новембра 1919. |
| Јан Тинисон                          | 18. новембра 1919. | 28. јула 1920.     |
| Адо Бирк                             | 28. јула 1920.     | 30. јула 1920.     |
| Јан Тинисон                          | 30. јула 1920.     | 26. октобра 1920.  |
| Антс Пип                             | 26. октобра 1920.  | 25. јануара 1921.  |
| Константин Петс                      | 25. јануара 1921.  | 21. новембра 1922. |
| Јухан Кук                            | 21. новембра 1922. | 2. августа 1923.   |
| Константин Петс                      | 2. августа 1923.   | 26. марта 1924.    |
| Фридрих Акел                         | 26. марта 1924.    | 16. децембра 1924. |
| Јури Jаксон                          | 16. децембра 1924. | 15. децембра 1925. |
| Јан Темант                           | 15. децембра 1925. | 9. децембра 1927.  |
| Јан Тинисон                          | 9. децембра 1927.  | 4. децембра 1928.  |
| Аугуст Реј                           | 4. децембра 1928.  | 9. јула 1929.      |
| Ото Штрандман                        | 9. јула 1929.      | 12. фебруара 1931. |
| Константин Петс                      | 12. фебруара 1931. | 19. фебруара 1932. |
| Јан Темант                           | 19. фебруара 1932. | 19. јула 1932.     |
| Карел Енпалу                         | 19. јула 1932.     | 1. новембра 1932.  |
| Константин Петс                      | 1. новембра 1932.  | 18. маја 1933.     |
| Јан Тинисон                          | 18. маја 1933.     | 21. октобра 1933.  |
| Константин Петс                      | 21. октобра 1933.  | 3. септембра 1937. |
| Карел Енпалу                         | 9. маја 1938.      | 12. октобра 1939.  |
| Јури Улуотс                          | 12. октобра 1939.  | 21. јуна 1940.     |
| Јоханес Варес                        | 21. јуна 1940.     | 25. августа 1940.  |
| После обнове државности 1991. године |                    |                    |
| Едгар Сависар                        | 20. августа 1991.  | 29. јануара 1992.  |
| Тит Вехи                             | 29. јануара 1992.  | 21. октобра 1992.  |
| Март Лар                             | 21. октобра 1992.  | 8. новембра 1994.  |
| Андрес Таранд                        | 8. новембра 1994.  | 17. новембра 1995. |
| Тит Вехи                             | 17. априла 1995.   | 17. марта 1997.    |
| Март Симан                           | 17. марта 1997.    | 25. марта 1999.    |
| Март Лар                             | 25. марта 1999.    | 28. јануара 2002.  |
| Сим Калас                            | 28. јануара 2002.  | 10. априла 2003.   |
| Јухан Партс                          | 10. априла 2003.   | 13. априла 2005.   |
| Андрус Ансип                         | 13. априла 2005.   | 26. марта 2014.    |
| Тави Ријвас                          | 26. марта 2014.    | 23. новембра 2016. |
| Јури Ратас                           | 23. новембра 2016. | 26. јануара 2021.  |
| Каја Калас                           | 26. јануара 2021.  | 23. јула 2024.     |
| Кристен Михал                        | 23. јула 2024.     |                    |